# Mantı
Les mantı ou mantis (en turc : mantı ; en ouïghour : مانتا ; en kazakh : мәнті ; en kirghiz : манты ; en ouzbek : manti ; et en arménien : մանթի) sont des sortes de raviolis fabriqués en Turquie et dans plusieurs cuisines d'Asie centrale et du Caucase (principalement en Azerbaïdjan et  Arménie) et chez les Ouïghours (peuple Turc en Chine).
Ils sont assez proches des baozi, des jiaozi, (ou des gyoza, leurs dérivés japonais), des mandu coréens, des buuz et mantou mongols, des momo népalais et tibétains, ou des pelmeni russes.
Un plat de manti Turc se compose de petits raviolis faits à la main, souvent fait avec de l'agneau, de l'oignon et plusieurs épices. La sauce est constituée de yaourt épais Turc, mélangé avec une pâte d'ail, avec un coulis de beurre épicé (paprika, piment en paillette , etc.). Le plat est décoré avec un nuage de flocons de menthe séchée séché sur le dessus.
Dans la recette originale, la farce se compose de boulettes de viande hachée assez épicées, généralement d'agneau ou de bœuf, enveloppées dans des ravioles avec un peu d'oignon. Ils peuvent être bouillis ou cuits à la vapeur. Le mot qui les désigne n'est utilisé que dans sa forme plurielle et désigne un ensemble de boulettes dans un plat ou une marmite.

## Histoire

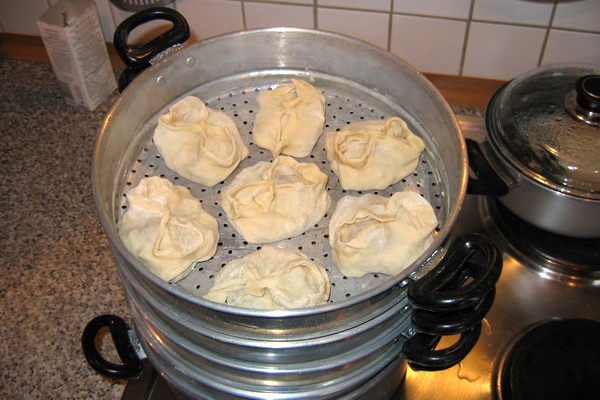
Manti dans un cuit vapeur.

Les mantı ont accompagné la migration des Turcs depuis l'Asie centrale jusqu'en Anatolie durant l'expansion mongole des périodes gengiskhanide et timouride. Selon les recherches, les mantı se sont d'abord répandu dans le royaume arménien de Cilicie, en conséquence des interactions culturelles entre Mongols et Arméniens au XIIIe siècle. Selon Holly Chase, « on pense que les cavaliers turcs et mongols en déplacement transportaient des mantı congelés ou séchés qui pouvaient être rapidement bouillis au-dessus du feu de camp ». En Turquie, on les appelle aussi les tatar böreği (« böreks tatars »), ce qui rappelle leur lien avec les peuples nomades.
Les mandu coréens sont arrivés de la même manière au XIVe siècle.

## Variantes

### Cuisine afghane

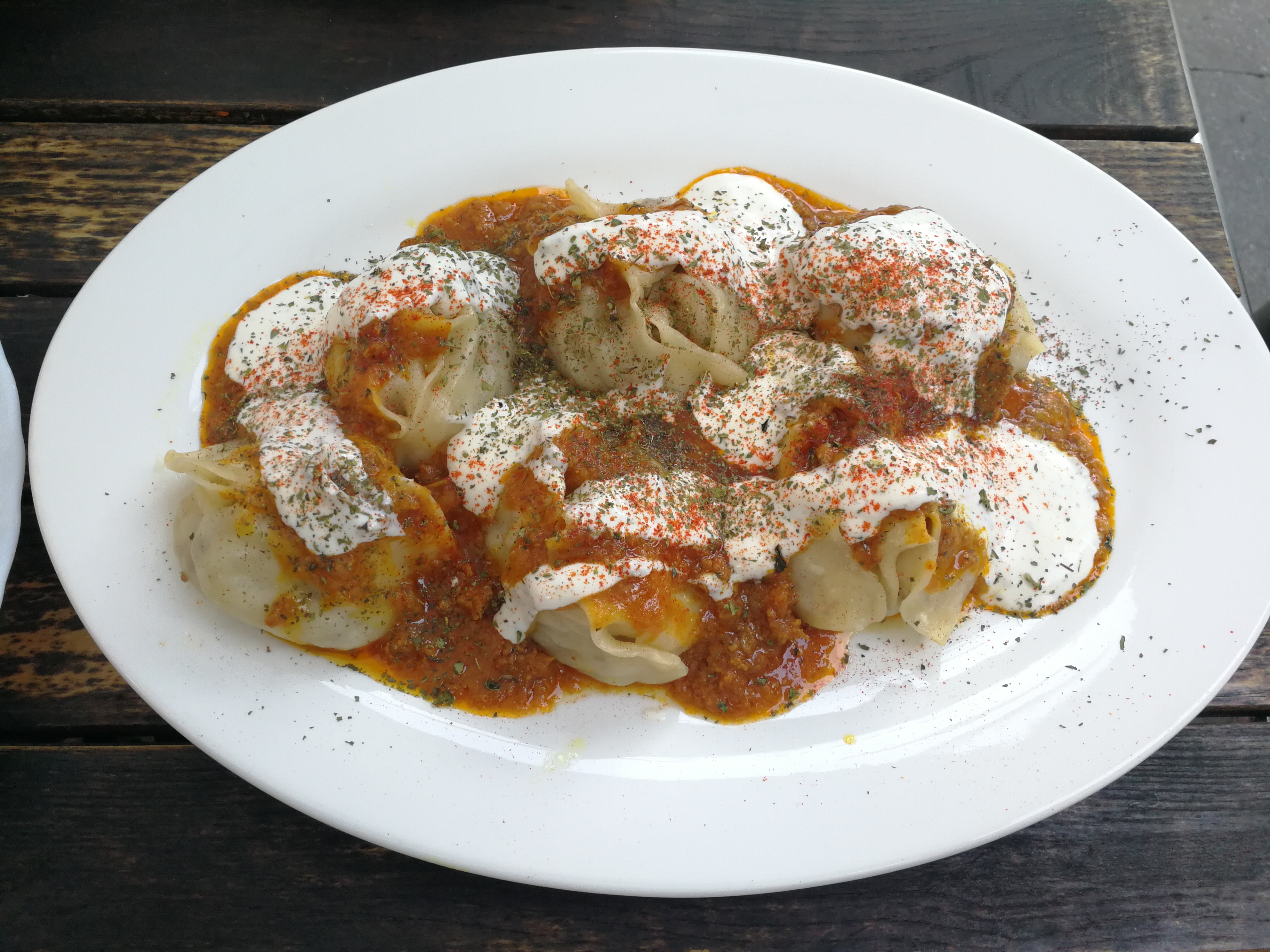
Mantu afghanes

En cuisine afghane, les mantu sont remplis avec une farce composée de viande hachée d'agneau ou de bœuf avec une purée d'oignons et des épices, cuits à la vapeur et couverts d'une sauce avec yaourt, menthe sèche ou fraîche, huile d'olive, ail émincé, jus de citron et coriandre.
Les mantu sont aussi servis avec des pois écrasés, des haricots rouges, et parfois du bœuf haché. On y verse parfois aussi du chatney, une sauce à base de piment vert ou rouge. Les mantu à l'afghane sont très populaires dans la région de Chitral, au Pakistan. À Chitral et dans la région voisine de Gilgit, les mantu sont aussi servis sans apprêt, avec seulement du poivre noir et du vinaigre.

### Cuisine arménienne
Le manti arménien se distingue des autres par son mode de cuisson : il est frit ou cuit au four plutôt que cuit à la vapeur et est plus petit. Il est fourré avec des oignons, du persil, de l'ail et de l'agneau haché (plus rarement du bœuf) et diverses épices. Il est d'abord frit dans le beurre ou cuit à la vapeur dans un bouillon à base de tomates ou de poulet puis garni de yaourt à l'ail. On peut aussi le cuire au four, en utilisant à la fin de la cuisson du bouillon à la viande de bœuf. Le manti est ensuite parsemé de sumac séché et de poivre. Sa taille varie selon la région. Il est plus courant chez les Arméniens occidentaux, qui utilisent du bœuf. Les Arméniens orientaux ont un plat équivalent appelé khinkali.

### Cuisine azerbaïdjanaise et ouïghoure
Dans la cuisine azerbaïdjanaise et ouïghoure, les manti sont farcis avec du mouton haché, des oignons, de l'ail et des épices. Ils sont cuits à la vapeur dans un cuit vapeur à plusieurs niveaux (mantovarka) : plusieurs pots percés placés au-dessus de la vapeur. Les manti sont servis recouverts de vinaigre, de poivre et de beurre.

### Cuisine kazakhe et ouzbèke

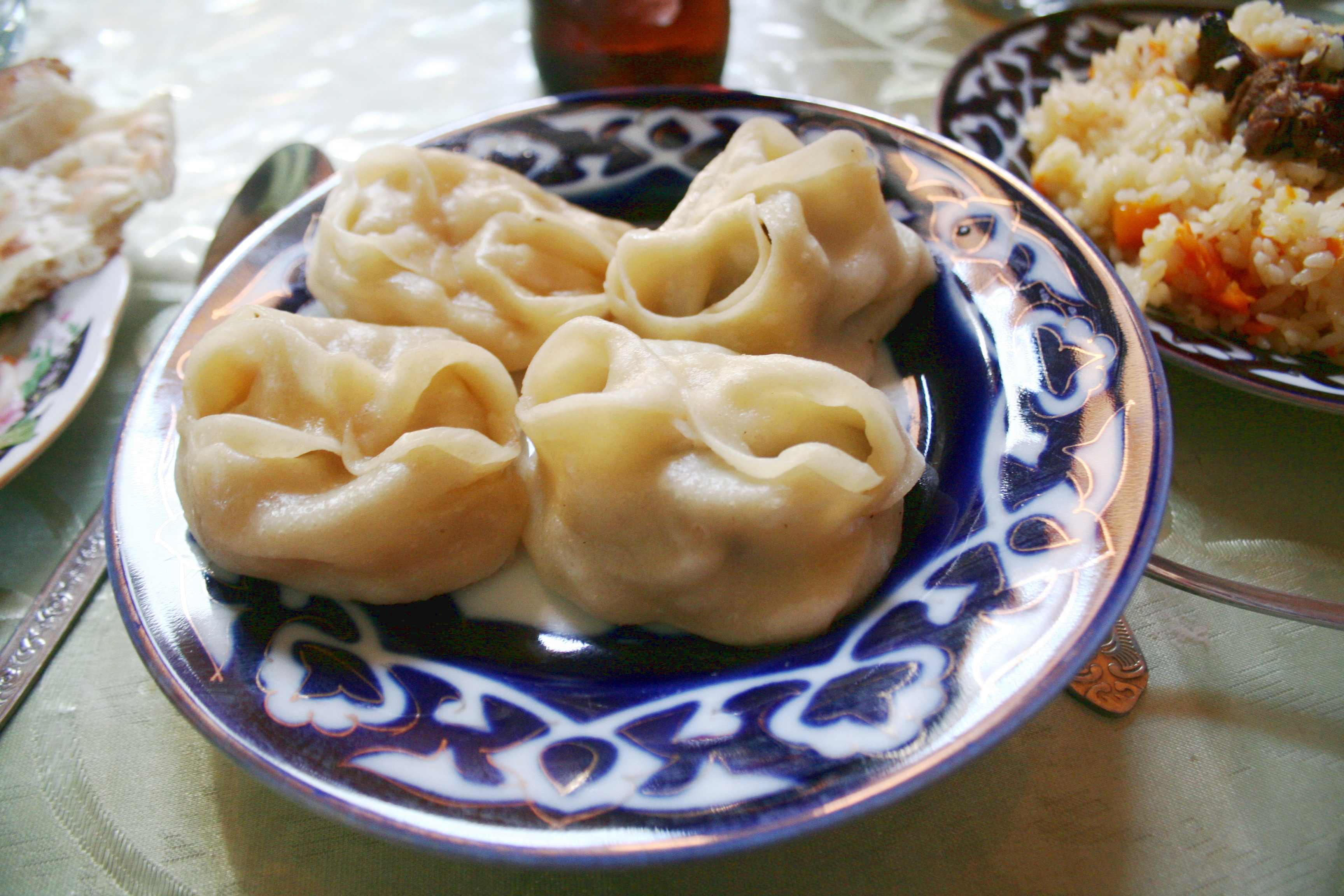
Manti ouzbèke.

Dans les cuisines kazakhe et ouzbèke, la farce des manti est habituellement faite de viande d'agneau hachée, quelquefois de viande de bœuf ou de cheval, et assaisonnée avec du poivre noir ; on y ajoute parfois de la citrouille ou de la courge hachée. Les manti sont cuits dans un cuit vapeur à étages (mantyshnisa) et servis avec une sauce au beurre et à la crème aigre, à l'oignon ou à l'ail. Au Kazakhstan, quand ils sont vendus par des marchands de rue, les manti sont généralement servis avec du piment rouge fort en poudre.

### Cuisine kirghize
Dans la cuisine kirghize, les mantı sont habituellement faits avec un ou plusieurs de ces ingrédients : agneau, bœuf, pomme de terre et citrouille. De la graisse est le plus souvent ajoutée aux mantı à la viande pour rendre les ravioles plus moelleuses. En plus de la cuisson à la vapeur, la friture et l'ébullition sont assez courantes. Les mantı sont habituellement couverts de beurre et accompagnés de crème aigre, d'une sauce tomate spéciale ou de rondelles d'oignon frais, et arrosés de vinaigre et saupoudrés de poivre noir. Une sauce au vinaigre et au piment en poudre est aussi très courante. Un thé chaud accompagne généralement les mantı. Il est conseillé de ne pas boire une boisson fraîche ou glacée juste après la consommation de mantı gras.

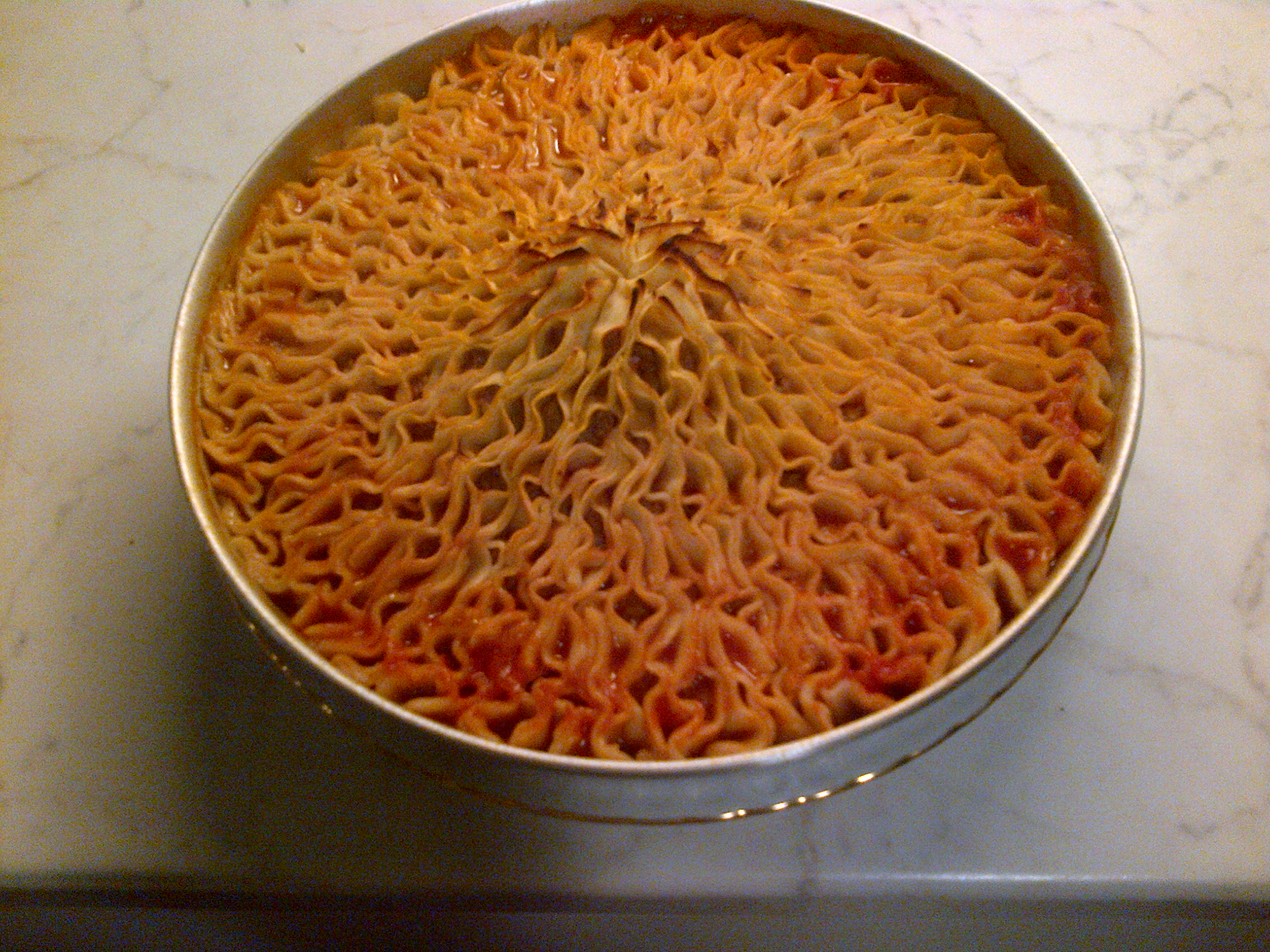
Mantı turc juste sortant du four.

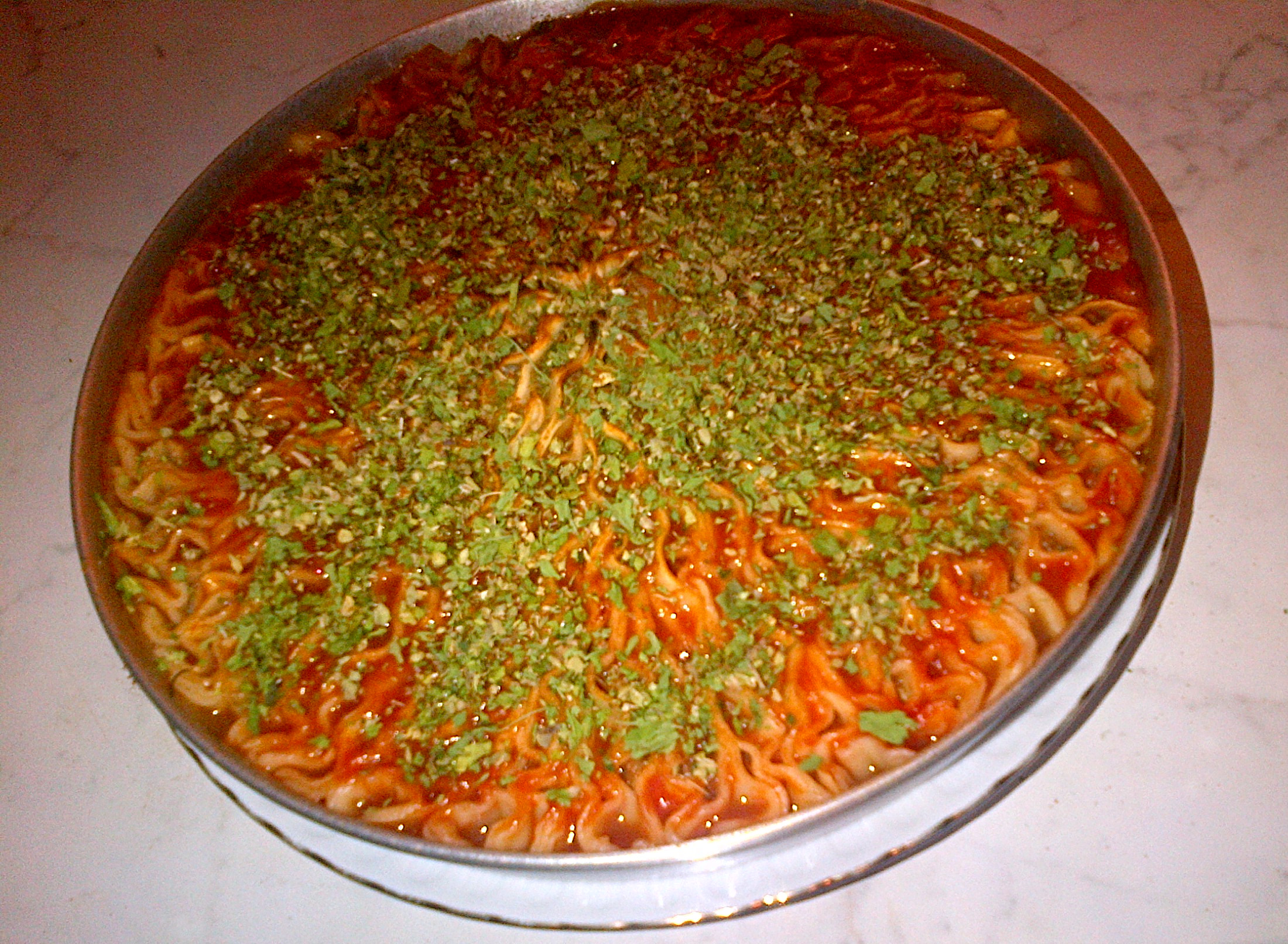
Mantı turc, avec la sauce tomate et les épices ajoutées, il est prêt à être servi. Le yaourt à l'ail sera servi individuellement.

### Cuisine turque
Dans une recette turque du milieu du XVe siècle, les mantı sont farcis avec de la viande d'agneau broyée et des pois chiches pilés, cuits à la vapeur et servis avec une sauce au yaourt où l'on incorpore de l'ail pilé et qu'on saupoudre de sumac.
Dans la cuisine turque moderne, les mantı sont le plus souvent servis avec une sauce au yaourt et à l'ail et épicés avec du piment rouge en poudre et du beurre fondu. Du sumac haché ou de la menthe séchée peuvent aussi être ajoutés pour relever le goût. Les mantı sont quelquefois faits avec de la viande de caille ou de poulet dans certaines régions de Turquie.